# Hieronim Gołyński
Hieronim Gołyński herbu Prawdzic (zm. 1654) – kasztelan warszawski w 1654 roku, starosta zakroczymski w 1636 roku, dworzanin pokojowy Jego Królewskiej Mości.

## Rodzina
Syn Adriana Andrzeja (1540-1638), kasztelana wyszogrodzkiego i Doroty Lubieńskiej. Brat Konstantego, dworzanina królewskiego i wojownika przeciw Moskwie.

## Kariera
Deputat na Trybunał Główny Koronny w latach 1636/1637 z województwa mazowieckiego. Był posłem na sejm 1639 i 1640 roku.
W 1641 roku zabezpieczył swej zonie Mariannie z Walewskich posag. Marianna Walewska była wdową po Aleksandrze Bykowskim. Otrzymał konsens na odstąpienie Suchodołu. Sprzedał Ruszkowo Pstrokońskiemu, zaś Tarchomin odstąpił swemu synowi Andrzejowi w 1651 roku. Pod koniec życia w 1654 roku mianowany kasztelanem warszawskim. Podpisał elekcję Jana II Kazimierza.